# Organy (Tatry)

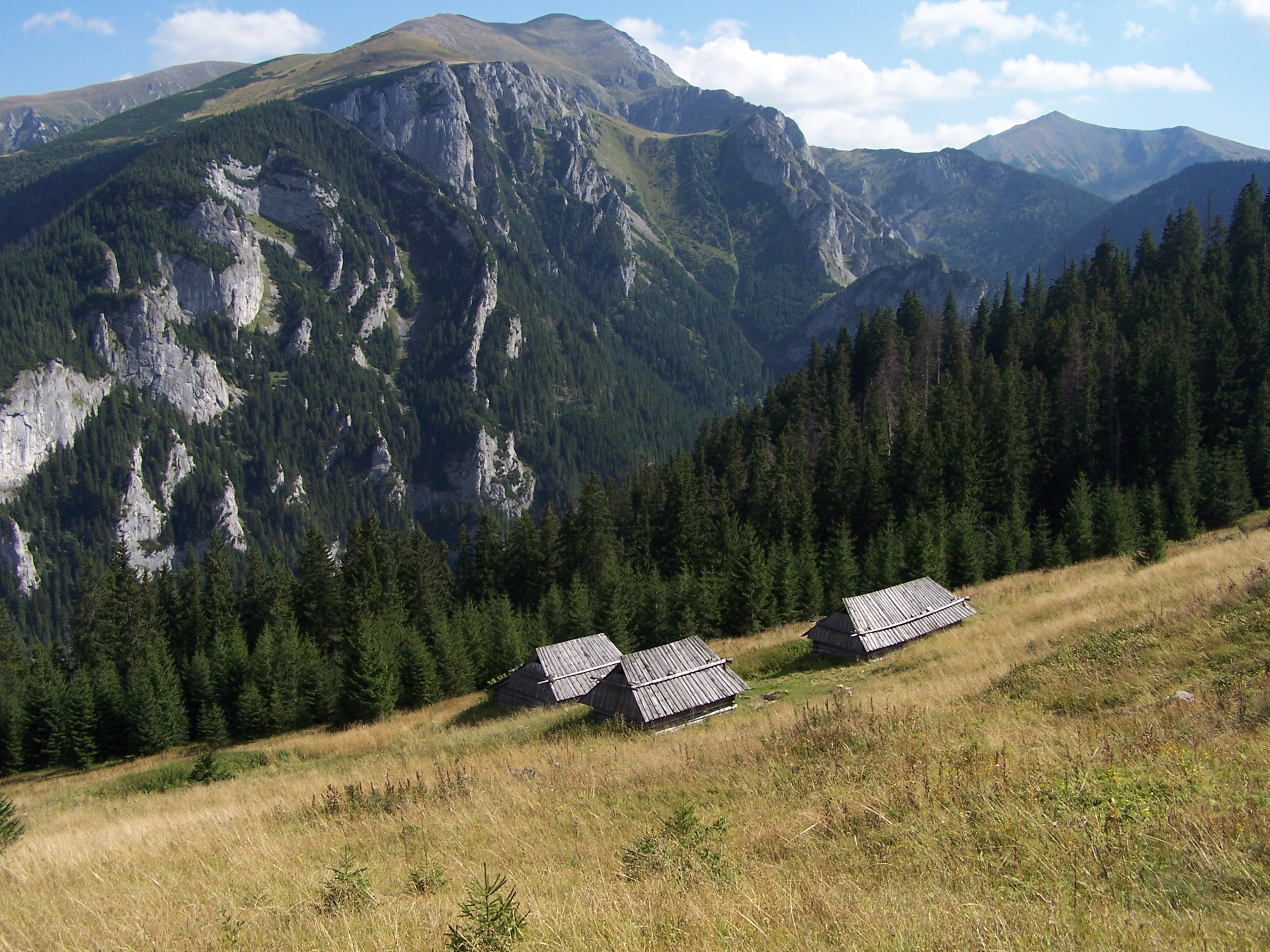
Organy (z lewej strony) i Zdziary – widok z Polany na Stołach

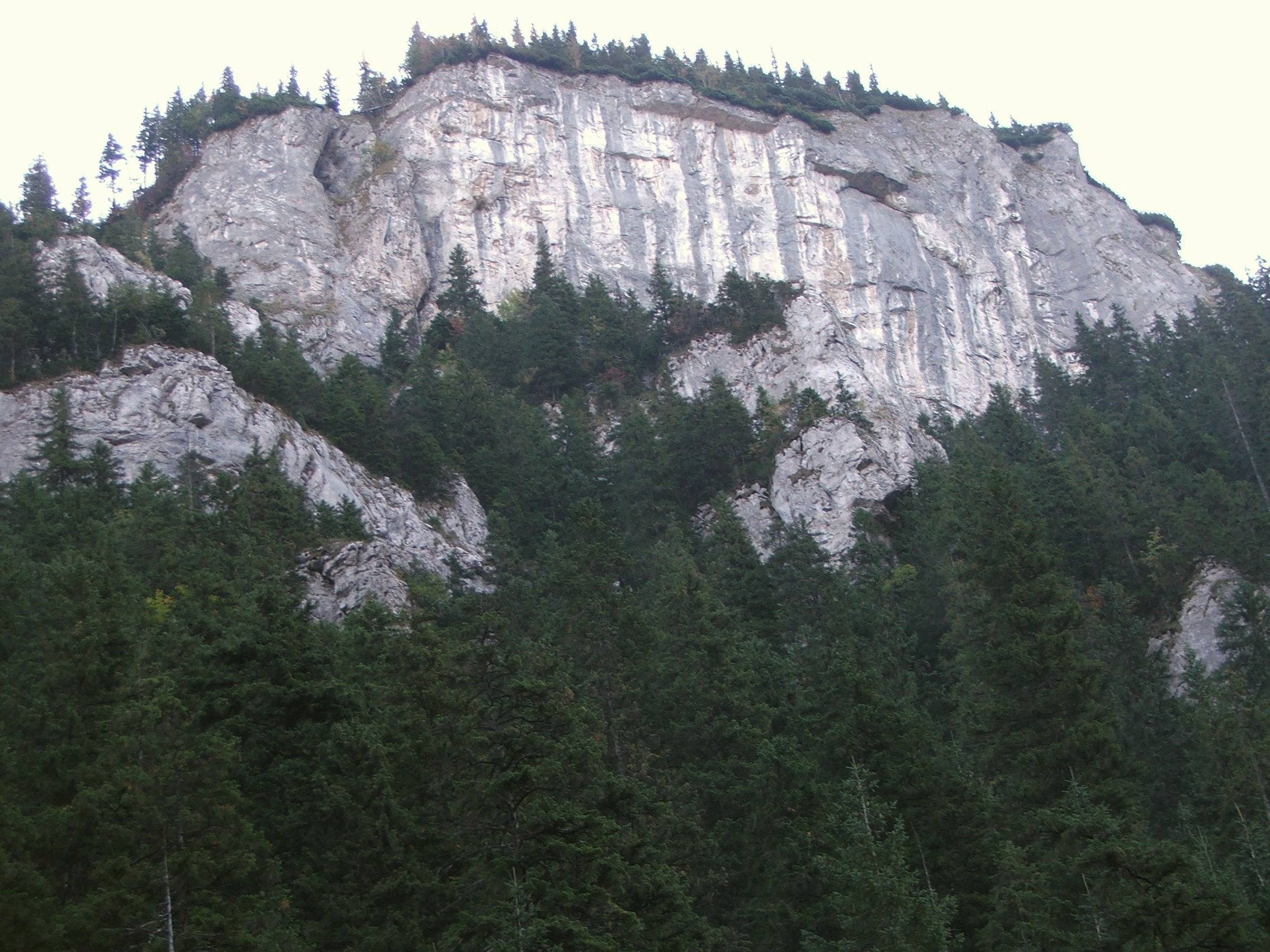
Górna część Organów (mur skalny)

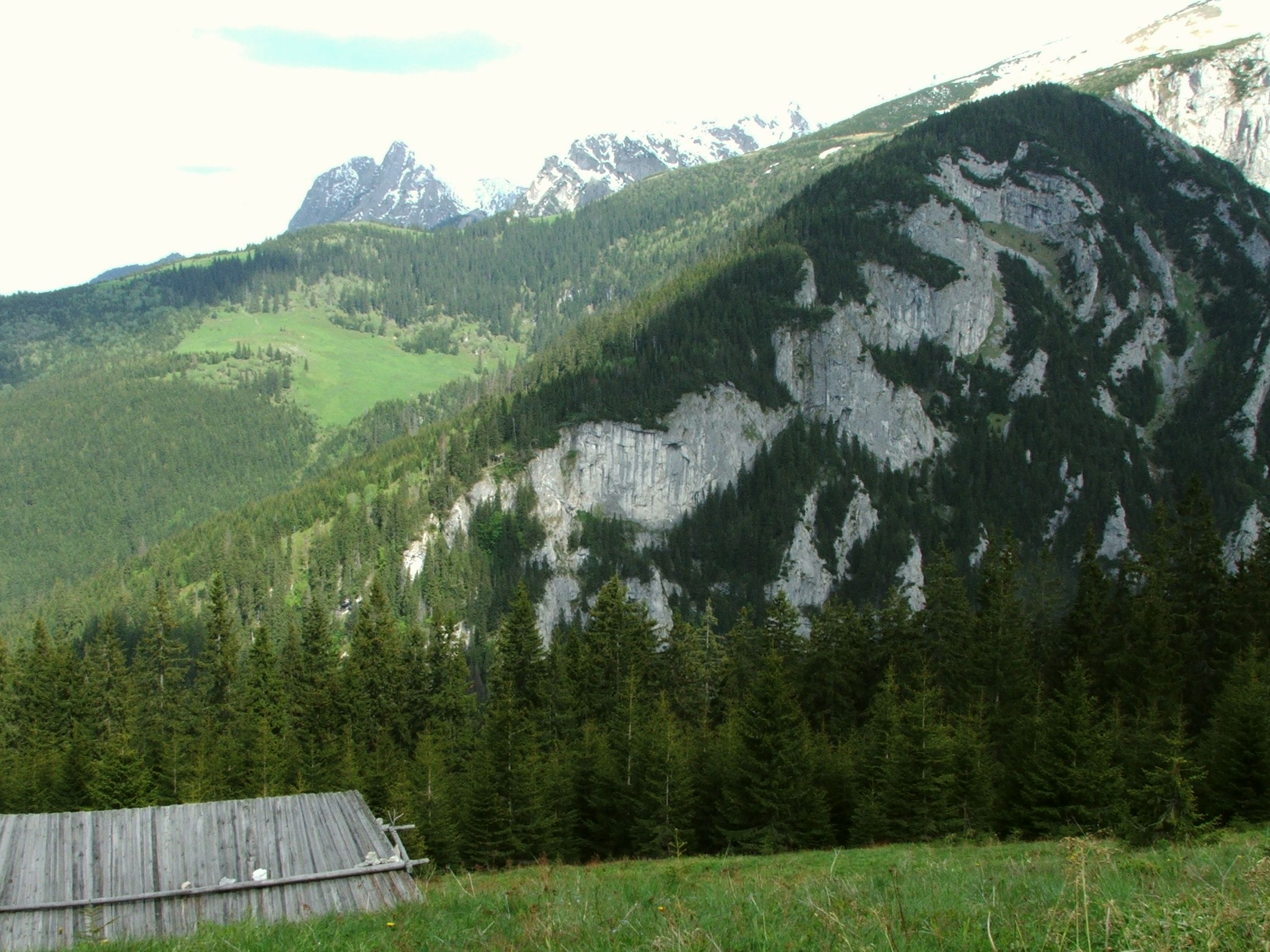
Organy – widok z Polany na Stołach

Organy – część orograficznie prawych zboczy Doliny Kościeliskiej w Tatrach Zachodnich. Nazwa jest ludowego pochodzenia. Wyżłobione w wapiennych ścianach rowki i powstałe od spływającej wody smugi na skałach przypominały góralom piszczałki w organach kościelnych.
Pierwotnie Organami nazywano całe zbocze w północno-zachodniej grani Upłaziańskiej Kopy, od dna Doliny Kościeliskiej aż po Białą Turnię. Obecnie nazwą Organy obejmuje się obszar od dna doliny po turnię Rękawica (ale bez tej ostatniej). W tak rozumianym masywie Organów wyróżnia się dwie części:
- część górna – pionowa ściana ciągnąca się od Zbójnickiego Siodełka po niewielką ściankę po zachodniej stronie Kciuka w Rękawicy. Ściana ta ma formę muru skalnego – jest długa, a jej podstawa opada skośnie, podobnie jak grań, wskutek czego na całej długości ma niemal jednakową wysokość,
- część dolna – strome zbocze poniżej tej ściany. Znajdują się w nim liczne dziury, chaszcze, turnie, progi i kazalnice. Szczególnie charakterystyczne dla tego obszaru są właśnie te ostatnie – od góry są łatwo dostępne, natomiast od dołu stromo podcięte.

W zbudowanych z wapieni i dolomitów formacjach geologicznych Organów znajduje się dobrze rozwinięty fałd, szczególnie dobrze widoczny z Polany na Stołach.
W masywie Organów znajduje się wiele jaskiń, m.in. udostępniona turystycznie Jaskinia Mroźna oraz dostępne tylko dla grotołazów: Jaskinia Czarna, Jaskinia Zimna, Szczelina nad Zimną, Jaskinia Balkonowa, Jaskinia między Żleby, Jaskinia Trójotworowa, Jaskinia pod Ostrewką, Jaskinia pod Murem, Jaskinia Goryckiego, Schron pod Jaskinią Goryckiego, Wąska Szczelina, Przelot, Żwirowa Dziura Niżnia, Dziura pod Oknem, Szczelina pod Tunelem Pawlikowskiego, Żwirowa Dziura Wyżnia, Jaskinia Krwawego Nosa, Szczelina z Mostkiem, Schron w Organach, Okno w Zamczysku, Zamczysko Wyżnie, Zamczysko Niżnie, Korytarz z Różą, Dziura w Organach I, Dziura w Organach II, Dziura w Organach IV, Dziura w Organach VI, Dziura w Organach VII, Jaskinia Naciekowa, Zbójnicka Nyża, Schron ze Świeczką, Schron przy Naciekowej, Korytarz do Naciekowej, Zbójnickie Okna, których dwa otwory wylotowe widoczne są z drogi prowadzącej Doliną Kościeliską. Po prawej stronie (patrząc od dołu) Wyżnich Zbójnickich Okien znajduje się podwójny i przewieszony komin. W odgałęzieniu głównego ciągu tego komina wyróżnia się obszerna nyża, dno której zasłane jest dużą ilością odchodów kozic. W górnej części muru znajduje się pas okapów, który można dostrzec również ze szlaku turystycznego dnem prowadzącego dnem Doliny Kościeliskiej, a także zauważalne tylko z bliższej odległości gzymsy, rynny, półki i płyty.
Stwierdzono tutaj występowanie pluskwicy europejskiej, chronionego prawnie gatunku rośliny. Występuje ona w Tatrach tylko na dwóch stanowiskach (drugie jest w Wąwozie Kraków).
W masywie Organów najczęstszymi gośćmi są turyści zwiedzający Jaskinię Mroźną, która na wylot przebija całą grań od zbocza Wysranek po zbocze Organów. Dość często w masywie Organów, ale głównie pod ziemią, bywają grotołazi penetrujący duże jaskinie w jego wnętrzu. Najrzadziej bywają tutaj taternicy. Wspinaczka w tym rejonie Tatr dopuszczalna była do 1982 r. Do tej pory taternicy wytyczyli tutaj tylko dwie drogi wspinaczkowe. Lewą częścią południowo-zachodniej ściany po raz pierwszy przeszli Ryszard Laskowski, Maciej Lewicki, Leszek Nowiński i Robert Rodziński 11 kwietnia 1972 r., prawą częścią przez przewieszone płyty po raz pierwszy przeszli Mirosław Dąsal i Jan Muskat 19 i 21 września 1981 r. Próbowano tutaj wspinać się już dawno; z jednej z nyż zwisa lina poręczowa wykonana z sizalu (taki rodzaj lin już dawno wyszedł z użycia).